# Ambohitralanana
Ambohitralanana est une commune rurale malgache, située dans le district d'Antalaha à la pointe sud de la région de Sava.